# Mikusay József
Mikusay József (Nagyvárad, 1873. március 19. – Nagyvárad, 1947. december 1.) nagyváradi magyar pedagógus, író, közíró.

## Életútja, munkássága
Mint polgári iskolai tanár liberális eszmékért, demokráciáért küzdött, s az iskolák államosítása mellett cikkezett. Emberekről, embereknek. Erkölcsi életképek, állatmesék (Budapest, 1905) című kroki-gyűjteményében az emberi ferdeségeket pellengérezi ki, Eros Klub című háromfelvonásos darabjában a szabadkőművesek szertartásait s felfogását mutatja be (nyomtatásban Nagyvárad, 1919). Kiadatlan munkája egy Konrád című regény.